# Massalongina aquilina
Massalongina aquilina är en svampart som först beskrevs av Caro Benigno Massalongo, och fick sitt nu gällande namn av Bubák 1916. Massalongina aquilina ingår i släktet Massalongina, divisionen sporsäcksvampar och riket svampar.   Inga underarter finns listade i Catalogue of Life.